# Johan Lewin
Johan Lewin, född 1969 i Nyköping, är svensk jazzsaxofonist, klarinettist & flöjtist. Han spelar bland annat med Robert Wells.
Redan som tioåring spelade han och hade stor succé med jazzbandet Super Six som bestod enbart av unga musiker, bland andra Peter Asplund och brodern Marcus Lewin.
I sin tidigaste del av karriären som professionell musiker har han spelat med bland andra Putte Wickman, Scott Hamilton och Egil Johansen.
Sedan 2000 är Lewin fast medlem i Robert Wells band och turnerar flitigt med Rhapsody in Rock runt hela världen.

## Utmärkelser och priser
2006 Börje Fredriksson-stipendiet samt tillsammans med brodern Marcus en Eskilstatyett som ambassadör för Eskilstuna.

## Diskografi (som musiker)
- 2000 – Jingle Wells
- 2001 – Rhapsody in Rock – Completely Live
- 2003 – Rhapsody in Rock The Complete Collection
- 2003 – Rhapsody in Rock 1998-2003 Complete Coll.
- 2004 – Rhapsody in Rock – The Anniversary
- 2006 – Full House Boogie
- 2008 – Best of Rhapsody Lounge & Concert